# Budweiser Budvar

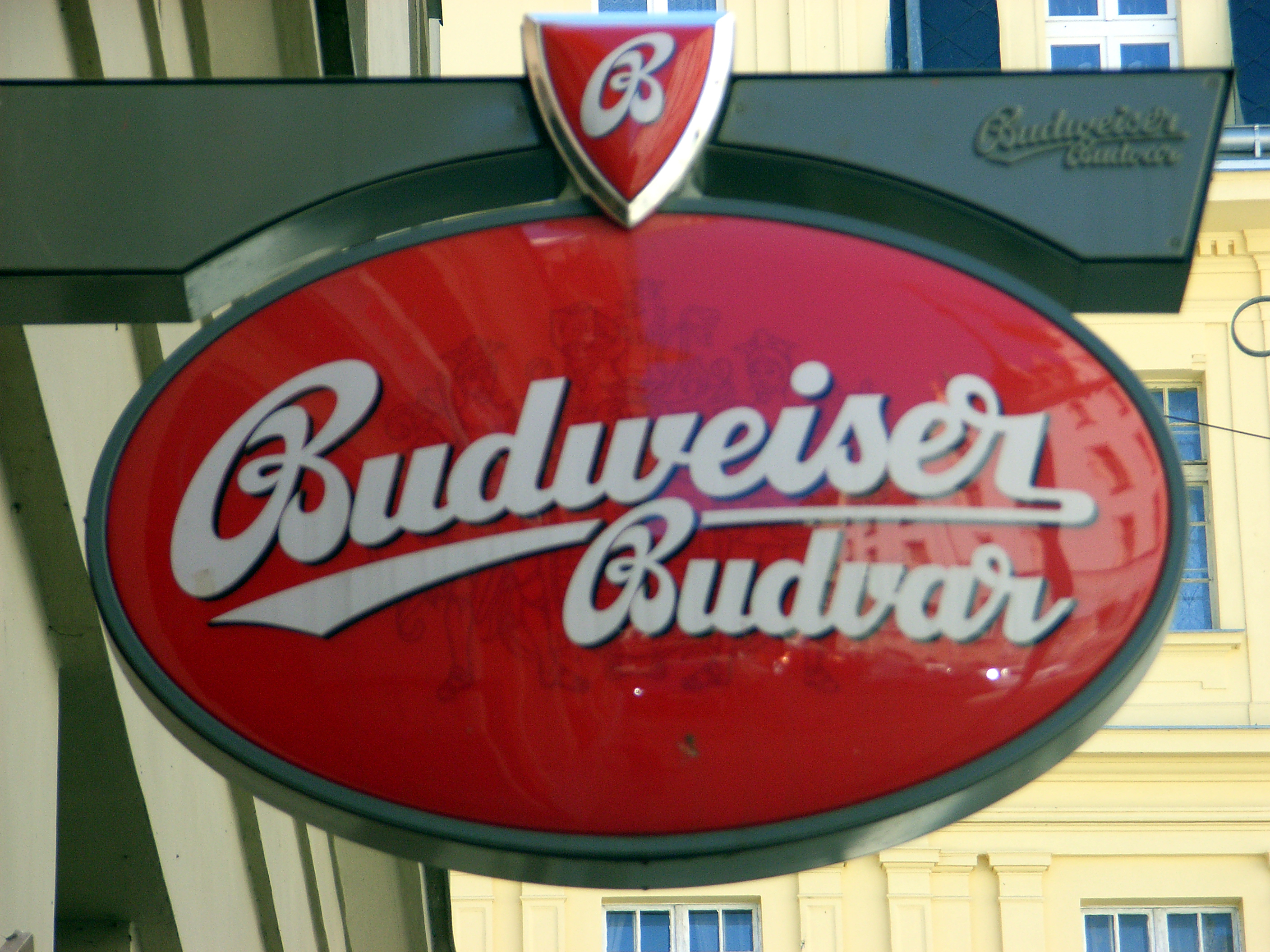
Budweiser Budvar-reclame in Karlsbad

Budweiser is een type lagerbier (vergelijkbaar met pils) uit de stad České Budějovice in Tsjechië. De naam is afgeleid van de Duitse naam van de stad: Budweis. Iets dat uit Budweis komt werd aangeduid met Budweiser. Gedurende een bepaalde tijd was Budweiser Budvar (Tsjechisch: Budějovický Budvar) de hofbrouwerij voor de keizer van het Heilige Roomse Rijk.
De brouwerij brouwt Budweiser in zes gebottelde varianten:
- Original (voorheen Regular; met een hoofdzakelijk rood etiket);
- Light (met een hoofdzakelijk blauw etiket);
- Classic (hetzelfde als Original, maar dan met minder alcohol);
- Free (met groen etiket), wat een alcoholarm alternatief is;
- Dark (met meer alcohol dan Original)
- Strong (Tsjechisch: Drak) (met zwart etiket).

Naast deze gebottelde bieren, worden ook enkele bieren enkel op vat vermarkt, zoals de Special (Kroužkovaný ležák).
Het lageren duurt voor een 'rode' Budvar 72 dagen. Voor Budvar Strong duurt de lagertijd 270 dagen. Budweiser Budvar heeft een rijke mout- en hopsmaak. In het bier wordt Saazer hop gebruikt. De typische bittere smaak door de hop en de karakteristieke moutsmaak maken dit bier makkelijk te onderscheiden van de Amerikaanse evenknie (deze heet ook Budweiser).
Bij de brouwerij zijn rondleidingen mogelijk (tegen kleine vergoeding).
Andere brouwerijen in České Budějovice zijn:
- Budějovický Měšťanský Pivovar (ook bekend onder de Duitse naam Budweiser Bürgerbräu) met het handelsmerk Samson;
- Bohemia Regent;
- Trebzin.

Vermoed wordt dat Samson model stond voor de Anheuser-Busch-kloon.

## Geschil om de handelsnaam
Hoewel de brouwerij Budějovický Budvar werd opgericht in de 13e eeuw, claimt Anheuser-Busch dat het merk Budweiser pas sinds 1895 commercieel wordt vermarkt. Dit is 19 jaar na het eerste Budweiser brouwsel van Anheuser-Busch. Het Tsjechische bedrijf verweert zich hier tegen door te stellen dat de claim op de naam verder teruggaat. In 1265 verleende koning Ottokar II van Bohemen de onafhankelijke brouwers in de stad het recht bier te brouwen. Zij deden dit in een stijl die nu onder de naam Budweiser bekendstaat, analoog aan een brouwstijl uit een andere Tsjechische stad: Pilsen. Deze bieren worden aangeduid met pilsener, aldus het bedrijf.
In veel landen is het bier dat geproduceerd wordt door Budějovický Budvar het enige dat verkocht mag worden met de naam Budweiser. In die landen wordt de Amerikaanse variant verkocht als Bud. Omdat er twee producenten zijn met de merknaam Budweiser, zijn hierover al vele rechtszaken gevoerd. In sommige landen wordt het Tsjechische Budweiser aangeduid met Budvar en Budweiser Budvar.
Sinds 2000 brengt Budějovický Budvar bier op de markt in de Verenigde Staten en Canada onder de naam Czechvar.